# Jagiellonia Białystok w sezonie 1925
Wojskowy Klub Sportowy 42 Pułku Piechoty w Białymstoku (protoplasta Jagiellonii Białystok) ze względu na pauzę w rozgrywkach okręgowych występował tylko w rozgrywkach o mistrzostwo Białegostoku oraz meczach towarzyskich. Klub zdobył 1. miejsce w mistrzostwach Białegostoku oraz 1. miejsce o mistrzostwo 1 Dywizji Piechoty.
W 1924 roku rozegrano rozgrywki w okręgach, jednak w tym samym roku nie odbyły się Mistrzostwa Polski. W związku z tym kluby A, B i C klasowe pauzowały w roku 1925, zachowując swoje miejsce i pozycję w danej klasie rozgrywkowej. Cała A, B i C klasa ruszyła z rozgrywkami od 1926 roku.
Rok 1925 nie przeminął zupełnie bez piłki rozgrywek piłki nożnej, odbyły się Mistrzostwa Polski 1925 z udziałem zwycięzców klasy A z sezonu 1924.
Przed sezonem władze WKS snuły ambitne plany, by zaprosić do Białegostoku czołowe drużyny z kraju. Niestety, z powodu niewielkiego zainteresowania ze strony publiczności, klub wpadł w kłopoty finansowe i zmuszony był ograniczyć się do spotkań z lokalnymi zespołami.

## Mistrzostwa Białegostoku
| Lp. | Drużyna                      | M | Z | R | P | Bramki | Bramki | Różn. | Pkt. | Uwagi |
| --- | ---------------------------- | - | - | - | - | ------ | ------ | ----- | ---- | ----- |
| 1   | WKS 42PP Białystok           | 6 | 5 | 0 | 1 | 22     | 1      | +21   | 10   |       |
| 2   | BOSO Białystok               | 5 | 3 | 1 | 1 | 6      | 6      | 0     | 7    |       |
| 3   | ŻKS Białystok                | 4 | 0 | 1 | 3 | 1      | 10     | -9    | 1    |       |
| 4   | WKS 10 Pułk Ułanów Białystok | 3 | 0 | 0 | 3 | 0      | 12     | -12   | 0    |       |

Wyniki
| - 22.03.1925 - WKS 42PP : ŻKS 6:0 - 9.04.1925 ŻKS : WKS 42PP 0:1 - WKS 10PU : WKS 42PP 0:5 - WKS 42PP : WKS 10PU 5:0 | - 16.04.1925 - BOSO : WKS 42PP 1:0 - 19.04.1925 - WKS 42PP : BOSO 5:0 - 19.04.1925 - WKS 10PU : BOSO (0:4)? - BOSO : ŻKS 1:1 | - ŻKS : BOSO 0:2 - ZKS : WKS 10PU (brak wyniku) - WKS 10PU : ŻKS (brak wyniku) - 13.06.1925 BOSO : WKS 10PU 2:0 |

## Mecze
| Mecze i wyniki WKS 42PP Białystok w 1925 roku | Mecze i wyniki WKS 42PP Białystok w 1925 roku | Mecze i wyniki WKS 42PP Białystok w 1925 roku | Mecze i wyniki WKS 42PP Białystok w 1925 roku | Mecze i wyniki WKS 42PP Białystok w 1925 roku | Mecze i wyniki WKS 42PP Białystok w 1925 roku | Mecze i wyniki WKS 42PP Białystok w 1925 roku | Mecze i wyniki WKS 42PP Białystok w 1925 roku | Mecze i wyniki WKS 42PP Białystok w 1925 roku | Mecze i wyniki WKS 42PP Białystok w 1925 roku |
| Lp.                                           | Data, Kraj, Miasto                            | Mecze                                         | Frekw.                                        | D/W boisko                                    | Przeciwnik                                    | Wynik                                         | Strzelcy bramek                               | Sędzia                                        | Źródło                                        |
| --------------------------------------------- | --------------------------------------------- | --------------------------------------------- | --------------------------------------------- | --------------------------------------------- | --------------------------------------------- | --------------------------------------------- | --------------------------------------------- | --------------------------------------------- | --------------------------------------------- |
| 1                                             | 22.03.1925 Białystok                          | Mistrz. Białegostoku                          | -                                             | ul.Traugutta                                  | ŻKS Białystok                                 | 6:0                                           | -                                             | -                                             | [ 6 ]                                         |
| 2                                             | 4.04.1925 Białystok                           | tow.                                          | -                                             | ul.Traugutta                                  | WTC Warszawa                                  | 0:2                                           | -                                             | Kaswiner (Wilno)                              | [ 7 ]                                         |
| 3                                             | 5.04.1925 Białystok                           | tow.                                          | -                                             | ul.Traugutta                                  | WTC Warszawa                                  | 2:2                                           | -                                             | Kaswiner (Wilno)                              | [ 8 ]                                         |
| 4                                             | 9.04.1925 Białystok                           | Mistrz. Białegostoku                          | 400                                           | ul.Traugutta                                  | ŻKS Białystok                                 | 0:1                                           | -                                             | -                                             | [ 9 ] [ 10 ]                                  |
| 5                                             | 11.04.1925 Białystok                          | tow.                                          | -                                             | ul.Traugutta                                  | Unia Poznań                                   | 1:2                                           | -                                             | -                                             | [ 11 ]                                        |
| 6                                             | 12.04.1925 Białystok                          | tow.                                          | -                                             | ul.Traugutta                                  | Unia Poznań                                   | 1:1                                           | -                                             | -                                             | [ 11 ]                                        |
| 7                                             | (brak daty) Białystok                         | Mistrz. Białegostoku                          | -                                             | ul.Traugutta                                  | 10 Pułk Uł. Białystok*                        | 0:5                                           | -                                             | -                                             | [ 12 ]                                        |
| 8                                             | (brak daty) Białystok                         | Mistrz. Białegostoku                          | -                                             | ul.Traugutta                                  | 10 Pułk Uł. Białystok                         | 5:0                                           | -                                             | -                                             | [ 12 ]                                        |
| 9                                             | (brak daty) Białystok                         | Mistrz. Białegostoku                          | -                                             | ul.Traugutta                                  | BOSO Białystok                                | 5:0                                           | -                                             | -                                             | [ 12 ]                                        |
| 10                                            | 3.05.1925 Białystok                           | tow.                                          | -                                             | ul.Traugutta                                  | Hasmonea Lwów                                 | 2:1                                           | -                                             | -                                             | [ 13 ]                                        |
| 11                                            | 16.04.1925 Białystok                          | Mistrz. Białegostoku                          | -                                             | ul.Traugutta                                  | BOSO Białystok                                | 0:1                                           | -                                             | -                                             |                                               |
| 12                                            | 18.07.1925 Białystok                          | tow.                                          | -                                             | ul.Traugutta                                  | Hakoah Wiedeń                                 | 0:8                                           | -                                             | -                                             | Rep. Białegostoku                             |
| 13                                            | (brak daty) Białystok                         | tow.                                          | -                                             | ul.Traugutta                                  | BOSO Białystok                                | 0:2                                           | -                                             | Brajnin                                       | [ 16 ]                                        |

- 10 Pułk Ułanów Litewskich w Białymstoku
- BOSO II - WKS 2PP II 0:2